# Wangchang, Qianjiang
Wangchang (kinesiska: 王场镇) är en köpinghuvudort i Kina. Den ligger i provinsen Hubei, i den centrala delen av landet, omkring 150 kilometer väster om provinshuvudstaden Wuhan. Antalet invånare är 42 370. Befolkningen består av 20 726 kvinnor och 21 644 män. Barn under 15 år utgör 13,0 %, vuxna 15-64 år 78 %, och äldre över 65 år 8,0 %.
Runt Wangchang är det tätbefolkat, med 530 invånare per kvadratkilometer. Närmaste större samhälle är Qianjiang, 15,3 km sydost om Wangchang. Trakten runt Wangchang består till största delen av jordbruksmark.
Genomsnittlig årsnederbörd är 1 358 millimeter. Den regnigaste månaden är april, med i genomsnitt 208 mm nederbörd, och den torraste är december, med 21 mm nederbörd.